# Battaglia della brughiera di Lyrskov
La battaglia della brughiera di Lyrskov (in danese Slaget på Lyrskov Hede, in norvegese Slaget ved Lyrskogshede) ebbe luogo il 28 settembre 1043 che vide scontrarsi un esercito congiunto di danesi e norvegesi guidati dal re Magnus il Buono contro una grande armata di Venedi.
Lyrskov è ora Lürschau, un comune tedesco nel circondario di Schleswig-Flensburg, nonché di una piccola città a nord-ovest di Schleswig nello stesso comune.

## Battaglia

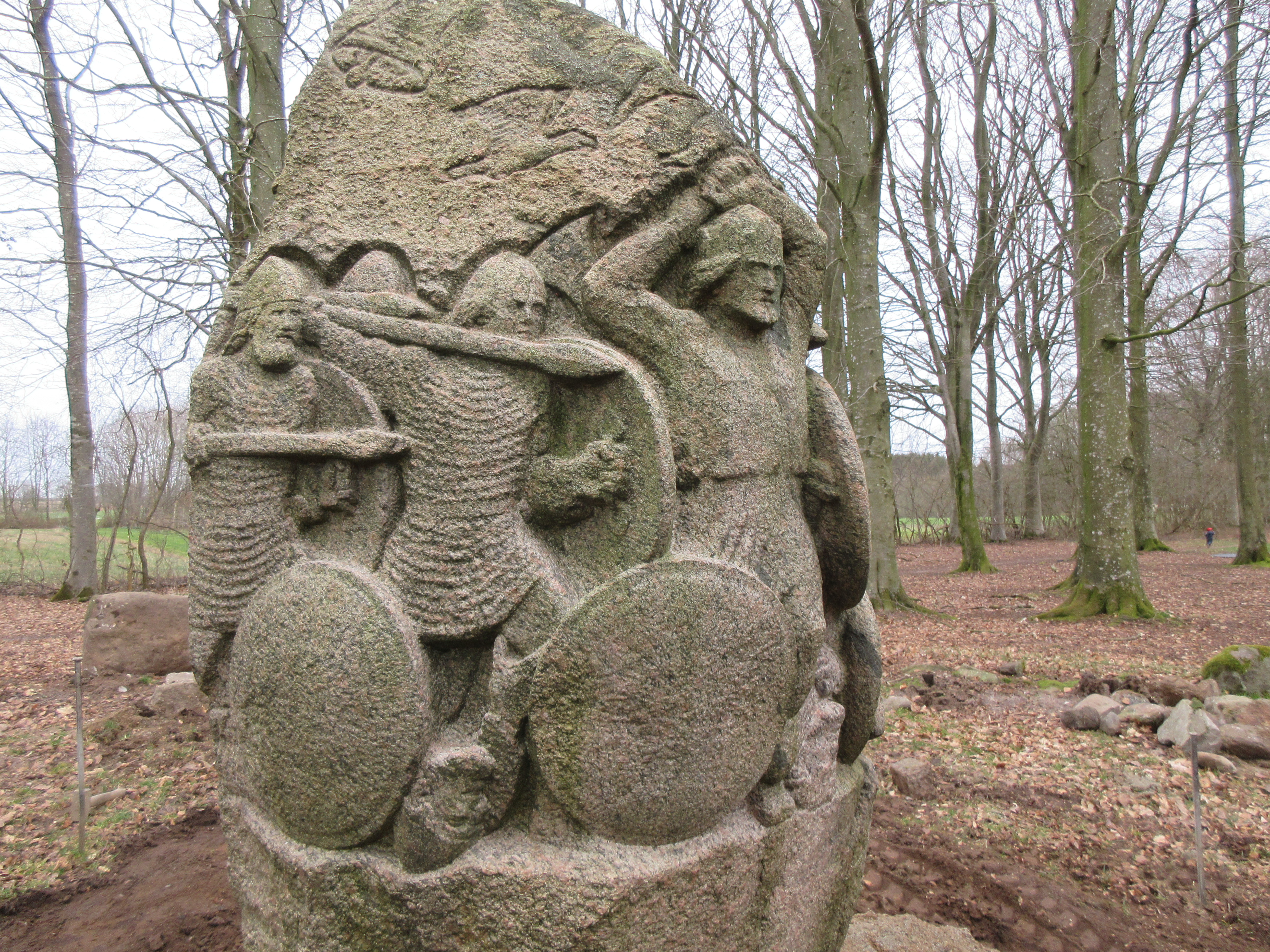
La pietra di Magnus di Niels Skovgaard eretta nel 1898 a Skibelund Krat per commemorare Magnus il Buono e la battaglia di Lyrskov.

Nel 1043, un grande esercito di Venedi si spinse da sud nello Jutland meridionale. La dimensione è sconosciuta, ma le fonti, senza dubbio esagerate, dicono che c'erano 60 Venedi per ogni danese. Palle Lauring ha sostenuto che si trattava in realtà di una migrazione di Venedi che voleva stabilirsi nello Jutland. Secondo le cronache, lo stesso re Magnus stava tornando a casa dalla patria dei Venedi dove aveva distrutto il forte vichingo di Jomsborg, forse per uccidere i pretendenti danesi al trono, e saccheggiarono anche la città venediana di Jumne (l'attuale Wolin). Poco prima, i danesi avevano ucciso il principe venediano di Ratibor e i suoi figli. Quindi il conflitto tra Venedi e Norreni andava avanti da molto tempo. Arrivato di nuovo nello Schleswig, Magnus venne a sapere di un grande esercito di Venedi in viaggio verso lo Jutland.
Secondo quanto racconta Heimskringla intorno al 1230, Magnus guadagnò coraggio quando, la notte prima della battaglia, vide in sogno suo padre, il re Olaf il Santo, e lo sentì dire: "Ti seguirò in questa battaglia". All'alba gli uomini udirono il suono delle campane; e quei uomini di re Magnus che erano stati a Nidaros credettero di riconoscere la campana della chiesa Glad, che Olaf il Santo aveva donato alla chiesa di San Clemente a Nidaros (e dove fu sepolto in quel momento).
Nella brughiera di Lyrskov, a 5-6 km a nord-ovest da Hedeby dove si trova oggi la città di Schleswig, l'esercito danese-norvegese sotto la guida del re Magnus li stava aspettando, pronto per la battaglia. La battaglia fu breve e si ritiene che circa 15 000 Venedi abbiano perso la vita.

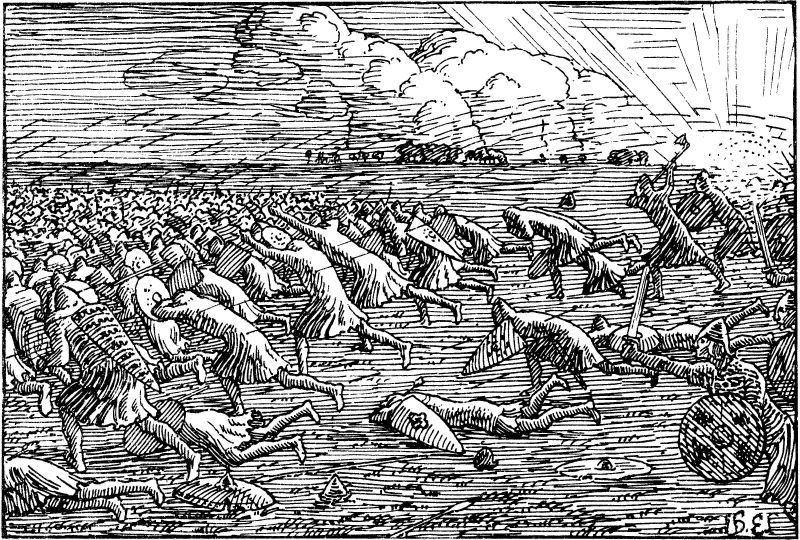
L'esercito di Magnus il Buono insegue i Venedi in fuga

Secondo Snorri Sturluson, l'esercito dei Venedi "venne da sud lungo il torrente". Re Magnus si tolse la cotta di maglia. Con una camicia di seta rossa, afferrò l'ascia del padre, chiamata Hel. Il monaco norvegese Theodoricus Monachus scrisse nella sua Storia della Norvegia dalla fine del XII secolo che l'ascia Hel del re Olav fu distrutta durante la battaglia di Lyrskov e fu poi conservata nella cattedrale di Nidaros.
Nella Cronaca danese di Sassone Grammatico è scritto che Magnus era soprannominato "il Buono" perché uccise molti Venedi in battaglia.

## Le monete di Hedeby dopo la battaglia
Le prime monete con Sant'Olaf come motivo sono danesi e coniate a Hedeby, probabilmente subito dopo la battaglia del 1043. Si tratta di monete d'argento, tipiche della prima metà dell'XI secolo. Il maestro di zecca è il figlio di Olav, Magnus. Il marchio di zecca IOLI è noto da monete con altri motivi. In Norvegia, la prima moneta battuta con Sant'Olaf come motivo fu molto più tardi: un fiorino d'oro di Bergen a nome del re Hans, probabilmente dopo il 1497.
Nell'XI secolo, una nuova figura entrò nell'ideologia europea: il re santo. Da quel momento in poi, i santi re formano una nuova categoria di santi, come Edoardo il Confessore († 1066) e Canuto il Santo († 1086). La rappresentazione di Olaf il Santo sulle monete di Hedeby è probabilmente la più antica rappresentazione di un re santo in Europa.
È probabile che l'emissione della moneta dopo la battaglia della brughiera di Lyrskov faccia pensare a un parallelo con la battaglia di Ponte Milvio, dove Costantino il Grande sconfisse Massenzio nel 312 e, secondo la leggenda, ebbe visioni oniriche la notte precedente, proprio come Magnus. Sulle monete dell'XI secolo, il sovrano è raffigurato con un busto, di fronte, di profilo o seduto sul trono. Le figure in piedi sono Cristo stesso, angeli, santi o persone legate alla narrativa del cristianesimo. Un uomo in piedi con un'ascia nella mano sinistra non può essere altro che Sant'Olaf. I santi sono associati a ciò che li ha resi martiri, e quando Olaf fu colpito con un'ascia da Torstein Knarresmed prima della sua morte a Stiklestad, l'ascia divenne il suo simbolo. Un'altra moneta contemporanea di Hedeby mostra un busto di Olaf, con l'ascia nella mano sinistra e una croce nella destra. Al tempo, il penninge era l'unica moneta della Norvegia (sono conservate 600 monete vere, mentre a Bergen sono state trovate 1800 monete contraffatte); le monete con il motivo di Olaf erano quindi un modo efficace per trasmettere il suo stato di santo alla popolazione.